# Armaan Ebrahim
Armaan Ebrahim (Csennai, 1989. május 17. –) indiai autóversenyző.

## Pályafutása
2003-ban és 2004-ben gokartversenyeken vett részt.
2005-ben a Formula BMW Asia sorozatban szerepelt, ahol első indiaiként futamgyőzelmet szerzett. Egy győzelmén túl egyszer volt pole pozíciós, továbbá több alkalommal állt a dobogón. A bajnokságot az ötödik helyen zárta.
Karun Chandhok-al együtt képviselte Indiát a 2005–2006-os A1 Grand Prix-szezonban. Karun három, Armaan tizenegy futamon indult, ám pontot érő helyen egyikőjüknek sem sikerült végeznie. A következő szezont Narain Karthikeyan-al és Parthiva Sureshwaren-el osztozva teljesítette. Az első tíz futamon ő képviselte hazáját de hasonlóan az ezt megelőző bajnoki évhez most sem szerzett pontot.
2008-ban a David Price Racing csapatával teljes szezont teljesített a GP2 Asia Series-ben. Egy alkalommal sem végzett pontszerző helyen, legjobb eredményét az indonéz sprintfutamon érte el, amikor is kilencedikként ért célba.
2009-ben az akkor újraindított Formula–2-es sorozatban versenyzett. Hét pontjával végül a tizenhetedik helyen zárta az összetett értékelést. 2010-ben továbbra is ezen bajnokság futamain vesz részt.

## Eredményei

### Teljes A1 Grand Prix eredménysorozata
(Táblázat értelmezése)

(Félkövér: pole-pozícióból indult; dőlt: leggyorsabb kört futott) 

| Év      | Csapat | 1          | 2          | 3          | 4          | 5          | 6          | 7          | 8          | 9          | 10         | 11         | 12         | 13         | 14         | 15         | 16         | 17      | 18      | 19      | 20      | 21      | 22      | Helyezés | Pont |
| ------- | ------ | ---------- | ---------- | ---------- | ---------- | ---------- | ---------- | ---------- | ---------- | ---------- | ---------- | ---------- | ---------- | ---------- | ---------- | ---------- | ---------- | ------- | ------- | ------- | ------- | ------- | ------- | -------- | ---- |
| 2005–06 | India  | GBR SPR    | GBR FEA    | GER SPR    | GER FEA    | POR SPR 17 | POR FEA 13 | AUS SPR 17 | AUS FEA 13 | MYS SPR 11 | MYS FEA EX | UAE SPR 20 | UAE FEA 14 | RSA SPR 14 | RSA FEA Ki | IDN SPR 18 | IDN FEA 15 | MEX SPR | MEX FEA | USA SPR | USA FEA | CHN SPR | CHN FEA | 24.      | 0    |
| 2006–07 | India  | NED SPR Ki | NED FEA Ki | CZE SPR 17 | CZE FEA 18 | CHN SPR 18 | CHN FEA 11 | MYS SPR 16 | MYS FEA 19 | IDN SPR 18 | IDN FEA Ki | NZL SPR    | NZL FEA    | AUS SPR    | AUS FEA    | RSA SPR    | RSA FEA    | MEX SPR | MEX FEA | CHN SPR | CHN FEA | GBR SPR | GBR SPR | 16.      | 13   |

### Teljes GP2 Asia Series eredménysorozata
(Táblázat értelmezése)

(Félkövér: pole-pozícióból indult; dőlt: leggyorsabb kört futott) 

| Év   | Csapat             | 1          | 2          | 3          | 4         | 5          | 6          | 7          | 8          | 9          | 10         | Helyezés | Pont |
| ---- | ------------------ | ---------- | ---------- | ---------- | --------- | ---------- | ---------- | ---------- | ---------- | ---------- | ---------- | -------- | ---- |
| 2008 | David Price Racing | UAE FEA 21 | UAE SPR Ki | IND FEA Ki | IND SPR 9 | MAL FEA Ki | MAL SPR 19 | BHR FEA 13 | BHR SPR 16 | UAE FEA 19 | UAE SPR Ki | 26.      | 0    |

### Teljes Formula–2-es eredménysorozata
(Táblázat értelmezése)

(Félkövér: pole-pozícióból indult; dőlt: leggyorsabb kört futott) 

| Év   | Rajtszám | 1        | 2        | 3       | 4       | 5        | 6        | 7        | 8        | 9       | 10       | 11      | 12       | 13       | 14       | 15       | 16       | 17    | 18    | Helyezés | Pont |
| ---- | -------- | -------- | -------- | ------- | ------- | -------- | -------- | -------- | -------- | ------- | -------- | ------- | -------- | -------- | -------- | -------- | -------- | ----- | ----- | -------- | ---- |
| 2009 | 6        | VAL 1 15 | VAL 2 16 | BRN 1 6 | BRN 2 6 | SPA 1 Ni | SPA 2 Ki | BRH 1 Ki | BRH 2 10 | DON 1 8 | DON 2 Ki | OSC 1 9 | OSC 2 13 | IMO 1 Ki | IMO 2 Ki | CAT 1 12 | CAT 2 10 |       |       | 17.      | 7    |
| 2010 | 6        | SIL 1 8  | SIL 2 9  | MAR 1 6 | MAR 2 6 | MON 1    | MON 2    | ZOL 1    | ZOL 2    | ALG 1   | ALG 2    | BRH 1   | BRH 2    | BRN 1    | BRN 2    | OSC 1    | OSC 2    | ALG 1 | ALG 2 | 7.*      | 22*  |

- * szezon folyamatban